# Petit Corbeau
Pour l’article homonyme, voir Petit Corbeau (film).
Corvus mellori
Espèce
Statut de conservation UICN

 LC  : Préoccupation mineure
Répartition géographique
Le Petit Corbeau (Corvus mellori) est une espèce d'oiseau appartenant à la famille des Saby  Il a été séparé du Corbeau australien (C. coronoides) en 1967. La plus importante différence entre les deux espèces est le cri. Il est de taille un peu plus faible que son cousin quoique les tailles se chevauchent entre les deux espèces. C'est aussi un oiseau plus sociable que son cousin formant souvent de grandes bandes qui parcourent ensemble de grandes surfaces à la recherche de nourriture.

## Distribution
Il habite le sud-est de l'Australie: sud de l'Australie-Méridionale, Victoria et Nouvelle-Galles du Sud.

## Habitat
On le trouve dans le maquis, les zones cultivées et les pâturages.

## Alimentation
Il se nourrit principalement sur le sol et tend à consommer un peu plus de matières végétales que son cousin C. coronoides mais il est probablement omnivore comme les autres espèces de Corvus quand l'occasion se présente.

## Reproduction
Il niche souvent en colonie d'une quinzaine de couples au maximum. On a souvent constaté la présence de plusieurs nids sur le territoire de nidification d'un corbeau australien probablement en raison de leurs préférences alimentaires différentes. Ce dernier ne semble pas le considérer comme une menace pour ses propres ressources alimentaires.

## Cri
Son appel est un guttural « Kar-Kar-Kar-Kar » ou « Ark-Ark-Ark-Ark ».